# Харьков Палас Отель
«Харьков Палас Отель» (укр. Харків Палац) — первая пятизвёздочная гостиница в Харькове, расположена в центре города по адресу Проспект Независимости, 2.

## История
Гостиница была построена в 2012 году по проекту архитектурного бюро «С. Бабушкин». Стоимость проекта составила 126 млн долларов. Владельцем является Александр Ярославский («Development Construction Holding»).
Здание возведено с использованием стилевого языка и декоративных элементов, которые присущи архитектуре Харькова конца XIX века — в стиле конструктивизма. Строительство велось полтора года (с 2010 по 2012 год). Возведение монолитного железобетонного каркаса и внутренние отделочные работы лестниц со стороны проспекта осуществляла строительная компания «Форпост».
Фасад выполнен из натурального камня, остеклённые части фасада составлены из стекла серо-голубого цвета. Входная группа выполнена из стали и стекла. Диаметр — 19 м, вес — 120 тонн. Структура здания отеля — атриумная, соединяют этажи панорамные лифты.
В отеле «Харьков Палас» насчитывается 171 номер, включая Представительский этаж и Президентские апартаменты. Есть номера, специально оборудованные для инвалидов.
На первом этаже отеля размещён ряд бутиков, VIP-клуб, на втором этаже — ресторан тихоокеанской кухни «Pacific Spoon» и залы общей площадью около 1500 м².
Залы, расположенные на территории Харьков Палас Отеля:
- Конференц-зал Харьков, площадью 150 м2;
- Конференц-зал Киев, площадью 47 м2;
- Комната переговоров Львов, площадью 25 м2;
- Комната переговоров Одесса, площадью 22 м2;
- Бальный Зал, площадью 500 м2;
- Фойе Бального зала, площадью 287 м2.

На 4 этаже расположен гриль ресторан The Terrace, на 11 этаже расположен клубный ресторан Sky Lounge и SPA-центр с бассейном, массажем, тренажёрным залом и салоном красоты. Под гостиницей находится подземный двухъярусный паркинг.
Во время проведения Евро-2012 в отеле размещалась штаб-квартира УЕФА.
В 2015 году отель был официальным партнёром международного форума «Агропорт».

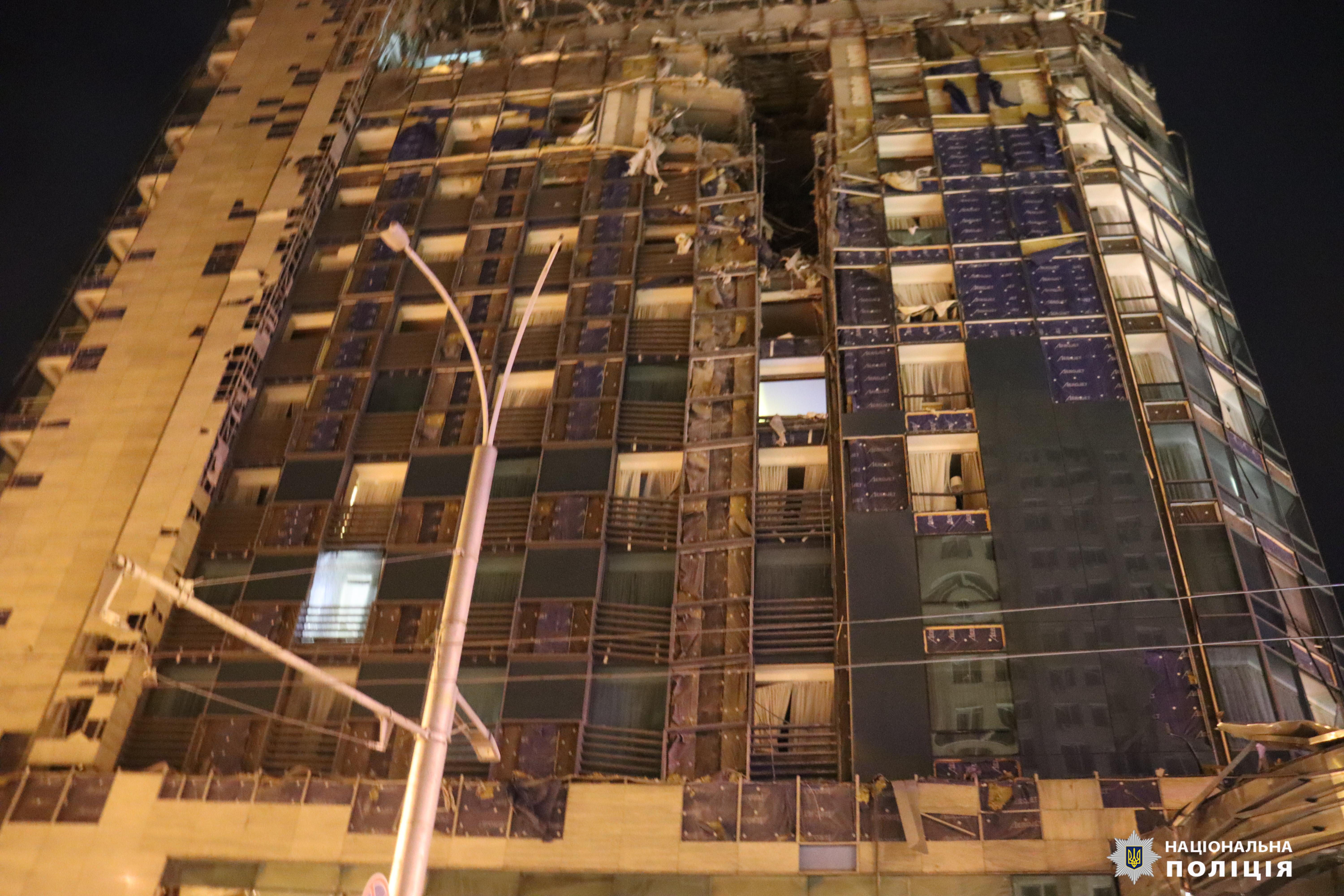
Отель после ракетного удара

В 2016 году отель занял четвёртое место среди 64 украинских гостиничных комплексов премиум- и бизнес-класса в рейтинге по версии американского журнала «U.S. News & World Report».
30 декабря 2023 года отель был повреждён российским ракетным ударом во время вторжения России в Украину. Под обстрел попали 6 сотрудников немецкого телеканала ZDF. Они не пострадали, но их украинская переводчица получила переломы.